# 一乗滝

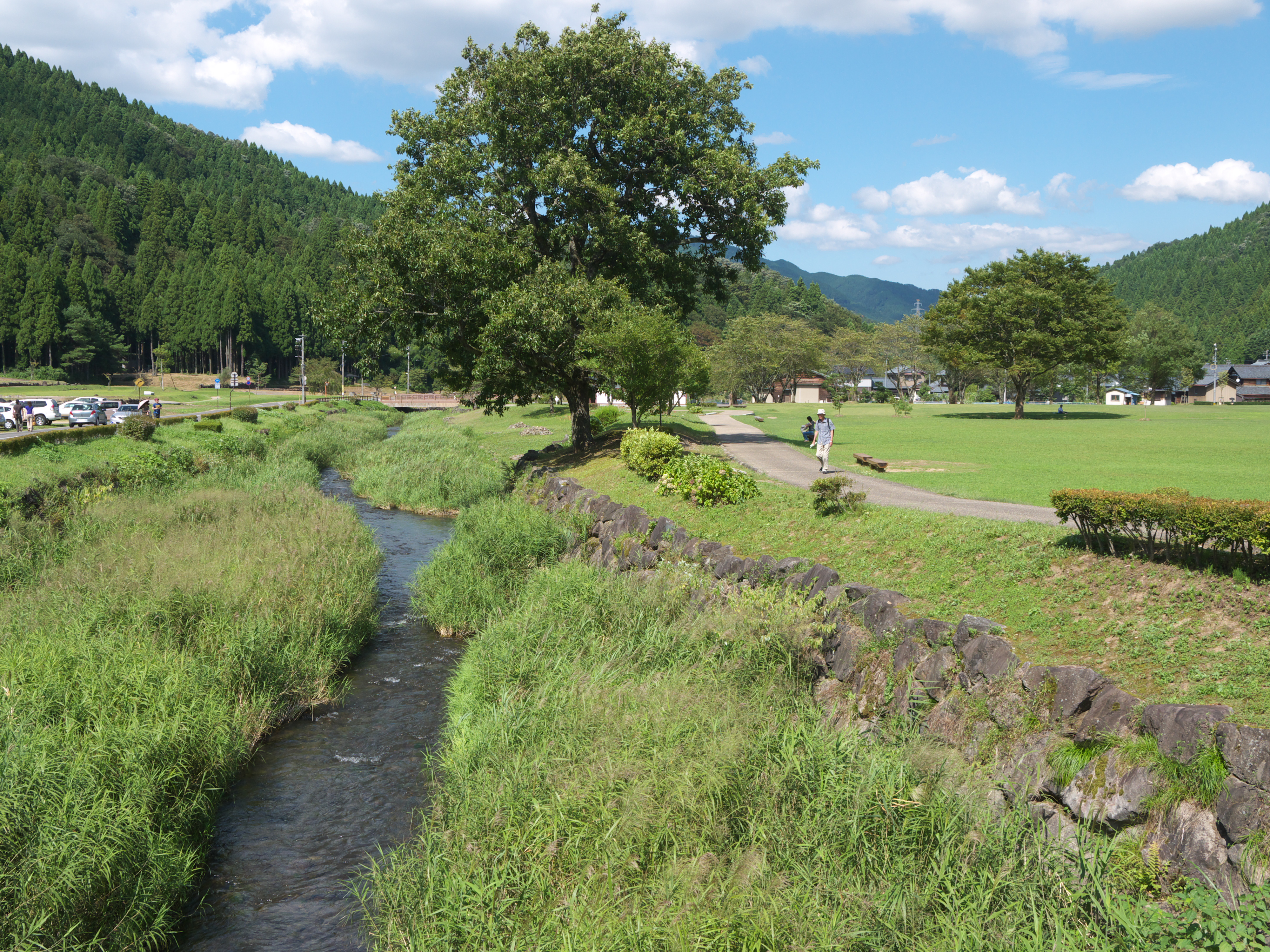
一乗滝下流一乗谷川

一乗滝にある佐々木小次郎像

一乗滝（いちじょうだき）は、福井県福井市浄教寺にある足羽川の支流一乗谷川の滝である。

## 伝承
伝承によると717年（養老元年）泰澄が滝の上流に滝水山浄教寺を開山し白山大権現を祀ったと伝えられている。
1776年（安永5年）に熊本藩の豊田景英が編纂した『二天記』では、佐々木小次郎の生まれは越前国宇坂庄浄教寺村（現福井県福井市浄教寺町）と記されており、秘剣「燕返し」はこの滝で身につけたとされている。
また、怪力で名の知れた力士「北国兵太夫」が鍛錬した滝とされている。

## 交通
- 北陸本線福井駅前から、京福バス浄教寺行き終点下車、徒歩25分
- JR越美北線一乗谷駅から一乗谷朝倉氏遺跡経由
- 福井県道18号鯖江美山線浄教寺から分岐